# Pindamonhangaba
Pindamonhangaba es un municipio brasileño del estado de São Paulo. Se localiza en el Valle del Paraiba, en la microrregión de São José dos Campos. El principal acceso a la ciudad es por la Vía Dutra a la altura del kilómetro 99.
El municipio está aproximadamente a cien kilómetros de la frontera con el estado de Río de Janeiro y aproximadamente a cincuenta kilómetros de la frontera con el estado de Minas Gerais. La capital más cercana a Pindamonhangaba es São Paulo, que está a 146 kilómetros de distancia. Pindamonhangaba también limita con el balneario climático de Campos do Jordão. La distancia entre los dos municipios es de aproximadamente cincuenta kilómetros y la conexión se realiza a través de la Rodovia Floriano Rodrigues Pinheiro o la Estrada de Ferro Campos do Jordão, que tiene el punto ferroviario más alto de Brasil, a 1.743 metros sobre el nivel del mar.

## Etimología
El nombre de la ciudad se deriva del tupí pindá-monhang-aba, lugar (aba) de hacer (monhang) anzuelo (pindá).

## Límites
Los límites del municipio son los siguientes:
- Noroeste y norte: Campos do Jordão;
- Nordeste: Guaratinguetá;
- Este: Potim y Roseira;
- Sur: Taubaté;
- Sudoeste: Tremembé;
- Oeste: Santo Antônio do Pinhal.

## Historia
Hay dos teorías sobre el origen de esta ciudad:
- La primera dice que unos hermanos de apellido Leme adquirieron de la Condesa de Vimieiro unos terrenos al norte de la Villa de Taubaté, sobre la margen derecha del río Paraíba do Sul. El 12 de agosto de 1672, Antonio Bicudo Leme y Braz Esteves Leme, fundaron la población de San José de Pindamonhangaba iniciando la construcción de la capilla en honor a San José; en lo alto de una colina, exactamente donde se localiza actualmente la Plaza de la República, fue erigida la capilla. Basado en esta teoría, el prefecto de la ciudad Caio Gomes Figueiredo oficializó en el año de 1953 la Ley n.° 197 que estableció la fecha de fundación de la ciudad el 12 de agosto de 1672 y como fundadores a Antonio Bicudo Leme y Braz Esteves Leme.

- La segunda teoría dice, que a principios del siglo XVII, fueron siendo concedidos derechos de sesmarias (Latifundios concedidos por la Corona portuguesa) en la zona de lal actuales poblaciones de Taubaté, Pindamonhangaba y Guaratinguetá, destacándose la que fue concedida al capitán João do Prado Martins el 17 de mayo de 1649 en un paraje denominado Pindamonhangaba. De acuerdo con la carta de los títulos de tierras, ese poblador venido de São Paulo con su familia y empleados, ya se había posesionado de esos terrenos, desde el 22 de julio de 1643 lo cual anularía la fecha de fundación de la primera teoría; La hacienda construida por este capitán estaba ubicada en el mismo sitio donde comenzaría más tarde la futura villa y ciudad actual. A partir de esta nueva hacienda, se formó un caserío dependiente de Taubaté, hacia donde comenzaron a llegar nuevos pobladores; en este caserío, comenzó a funcionar una iglesia, pequeña y encomendada a Nuestra Señora del Buen Éxito.[3]

## Ciudadanos célebres
Luiz Gustavo:Jugador del Al-Nassr de la liga Profesional Saudí, llegó a representar a la selección de su país y fue importante en su paso por la liga alemana.
Ciro Gomes:Reconocido político Brasileño, fue alcalde de Fortaleza, gobernador de Ceara así como diputado estudal del mismo estado.
João do Pulo:Ganó 2 medallas olímpicas de bronce en la prueba triple de salto y cuenta con una estatua en la ciudad
Geraldo Alckmin: Vicepresidente de Brasil

## Deportes
En la localidad tiene su sede el equipo ciclista profesional Funvic-Pindamonhangaba.
También la ciudad cuenta con una gran comunidad de amantes del voleibol